# Maddarahalli, Arsikere
Maddarahalli là một làng thuộc tehsil Arsikere, huyện Hassan, bang Karnataka, Ấn Độ.